# Xavier Chamorro Cardenal
Xavier Chamorro Cardenal (31 de diciembre de 1932 - 4 de enero de 2008) fue un ingeniero electromecánico y periodista nicaragüense, fundador del periódico El Nuevo Diario.
Xavier Chamorro formaba parte de una familia, los Chamorro, de larga tradición periodística dueña del diario más importante del país La Prensa. Su hermano Pedro Joaquín Chamorro Cardenal fue asesinado el 10 de enero de 1978 siendo director de dicho periódico por mantener una línea editorial crítica con la dictadura de la familia Somoza. Xavier trabajó en el periódico familiar donde fue director en sustitución de su hermano Joaquín. Cuando La Prensa inclinó su línea editorial en contra del gobierno revolucionario del FSLN abandonó, junto con otros trabajadores, el periódico y fundó El Nuevo Diario, junto a ellos el 19 de mayo de 1980. Mantuvo la dirección de El Nuevo Diario hasta su muerte.

## Biografía
Xavier Chamorro nació el 31 de diciembre de 1932 en Granada (Nicaragua) en el seno de una familia conservadora y acomodada con posición en el área periodística del país. Sus padres fueron Pedro Joaquín Chamorro Zelaya y Margarita Cardenal de Chamorro. Fue el segundo hijo de ese matrimonio. Sus hermanos fueron Pedro Joaquín, Ana María, Ligia y Jaime Chamorro Cardenal, todos ellos ligados al mundo periodístico nicaragüense. Cursó estudios como alumno externo en el Colegio Centroamérica, de los jesuitas, cuando este estaba en Granada
Sus primeros años pasaron, junto con su hermano Jaime, en casa de su abuela en Granada ya que sus padres habían sido desterrados del país por el dictador Anastasio Somoza García. Su hermano Jaime Chamorro Cardenal lo relata así 

Vivíamos en Granada porque nuestros padres y dos hermanas habían salido desterrados por Somoza a Estados Unidos, Pedro Joaquín, el hermano mayor, estaba estudiando en México, y nosotros, bajo el cuidado de la abuela, estudiábamos como alumnos externos en el Colegio Centroamérica

Siempre se interesó por la mecánica y ya de pequeño construía juguetes de hojalata y llegó a realizar una montaña rusa. Estudió ingeniería electromecánica en las universidades estadounidenses de NotreDame y de Chicago.
Entró a trabajar en el periódico familiar encargándose primero del funcionamiento de la rotativa, ostentando, más tarde, cargas de responsabilidad como gerente de producción. En 1978 tras el asesinato de su hermano Pedro Joaquín pasa a ocupar el cargo de director de La Prensa hasta que, como resultado de discrepancias dentro de la dirección, abandona La Prensa junto a otros ejecutivos y la mayoría de los trabajadores (el 80%) para fundar El Nuevo Diario junto con Danilo Aguirre, con quien mantenía amistad desde la juventud y era jefe de información del periódico, y con la participación del resto de trabajadores el 19 de mayo de 1980. El nuevo periódico adquiriría una línea editorial cercana al FSLN mientras que La Prensa se alineaba con las directrices de EE. UU. afines a la oposición sandinista.
Fue aficionado a la navegación que solía practicar en el lago Cocibolca y gustaba de usar símiles marineros para ilustrar los problemas o posiciones. Mantuvo una cautelosa línea inversora que permitió superar los difíciles periodos económicos causados por la agresión y la guerra que sufrió Nicaragua en los años 80 del siglo XX. La empresa mantuvo un crecimiento constante alcanzando los objetivos propuestos.
Su formación técnica le sirvió para, junto a los trabajadores encargados, participar activamente en la búsqueda de soluciones ante la falta de repuestos necesario para la reparación de las averías  que surgían en las máquinas de edición. También, en colaboración de Danilo Aguirre, participaba de las labores de referentes a la calidad técnica e informativa de la publicación. Hacía hincapié en calidad expresiva, el enfoque político de las informaciones y a la calidad gráfica del diario.
Era radioaficionado y se mantenía informado mediante la escucha constante de la radio y la televisión siendo calificado como uno de os hombres mejor informados de Nicaragua.
El 3 de enero de 2008 muere víctima de una enfermedad cardiaca complicada por otras insuficiencias crónicas que venía padeciendo desde algunos años antes. Fue enterrado en el cementerio privado Jardines del Recuerdo de Managua.
Tuvo cinco hijos, Francisco, Margarita, Gabriel, Ana María y Juan Sebastián Chamorro García.

## Ideario
El ideario de Xavier Chamorro queda resumido en la máxima la voz de los sin voces que intentó plasmar en la línea editorial de los periódicos que dirigió. Primero La Prensa y luego El Nuevo Diario.
En el libro que conmemoraba el 25 aniversario de la fundación de El Nuevo Diario, Xavier Chamorro expresaba: 

Es nuestro deber, y como tal lo hemos asumido, ser la voz de los sin voces. Ser el medio de comunicar la esperanza, sin caer, por aquello de que quien calla otorga, en la ceguera de la condescendencia o de la complicidad con el delito .../... Creemos fervientemente que debemos de encontrar, entre todos, la institucionalización real del Estado, y que ese es el verdadero camino hacia la democracia, y, por lo tanto, hacia la paz y el progreso. Ciertamente, nos hemos planteado un periodismo de compromiso con las necesidades reales de nuestro pueblo y de hacer conciencia ahí en donde no la haya.